# Sophie Hitchon
Sophie Hitchon (Burnley, 11 luglio 1991) è una martellista britannica.

## Palmarès
| Anno | Manifestazione    | Sede           | Evento              | Risultato | Misura  | Note                          |
| ---- | ----------------- | -------------- | ------------------- | --------- | ------- | ----------------------------- |
| 2007 | Mondiali allievi  | Ostrava        | Lancio del martello | 17ª       | 50,28 m |                               |
| 2008 | Mondiali juniores | Bydgoszcz      | Lancio del martello | 7ª        | 54,36 m |                               |
| 2009 | Europei juniores  | Novi Sad       | Lancio del martello | Bronzo    | 63,18 m |                               |
| 2010 | Mondiali juniores | Moncton        | Lancio del martello | Oro       | 66,01 m | Miglior prestazione personale |
| 2011 | Europei under 23  | Ostrava        | Lancio del martello | Bronzo    | 69,59 m | Miglior prestazione personale |
| 2011 | Mondiali          | Taegu          | Lancio del martello | 25ª (q)   | 64,93 m |                               |
| 2012 | Europei           | Helsinki       | Lancio del martello | 10ª       | 67,17 m |                               |
| 2012 | Giochi olimpici   | Londra         | Lancio del martello | 8ª        | 69,33 m |                               |
| 2013 | Europei under 23  | Tampere        | Lancio del martello | Oro       | 70,72 m |                               |
| 2013 | Mondiali          | Mosca          | Lancio del martello | 17ª (q)   | 68,56 m |                               |
| 2014 | Commonwealth      | Glasgow        | Lancio del martello | Bronzo    | 68,72 m |                               |
| 2014 | Europei           | Zurigo         | Lancio del martello | 19ª (q)   | 62,93 m |                               |
| 2015 | Mondiali          | Pechino        | Lancio del martello | 4ª        | 73,86 m | Record nazionale              |
| 2016 | Europei           | Amsterdam      | Lancio del martello | 4ª        | 71,74 m |                               |
| 2016 | Giochi olimpici   | Rio de Janeiro | Lancio del martello | Bronzo    | 74,54 m | Record nazionale              |
| 2017 | Mondiali          | Londra         | Lancio del martello | 7ª        | 72,32 m |                               |
| 2018 | Commonwealth      | Gold Coast     | Lancio del martello | Finale    | nm      |                               |
| 2018 | Europei           | Berlino        | Lancio del martello | 8ª        | 70,52 m |                               |